# Regime político

Formas de governo pelo mundo em Abril de 2006:
Repúblicas presidencialistas totais.
Repúblicas presidencialistas ligadas
a um parlamento.
Repúblicas semipresidencialistas.
Repúblicas parlamentares.
Monarquias parlamentares constitucionais em que o monarca não exerce poder pessoal.
Monarquias parlamentares constitucionais em que o monarca exerce poder pessoal (muitas vezes ao lado de um parlamento fraco).
Monarquias absolutistas.
Repúblicas unipartidárias.
Ditadura militar
Países que não se encaixam em nenhum dos sistemas acima.

Regime político, na ciência política, é o nome que se dá ao conjunto de instituições políticas por meio das quais um Estado se organiza de maneira a exercer o seu poder sobre a sociedade. Cabe notar que esta definição é válida mesmo que o governo seja considerado ilegítimo.
Tais instituições políticas têm por objectivo regular a disputa pelo poder político e o seu respectivo exercício, inclusive o relacionamento entre aqueles que detêm o poder político (autoridade) e os demais membros da sociedade (administrados).
O regime político adotado por um Estado não deve ser confundido com a sua forma de Estado (Estado unitário ou federal), com o seu sistema de governo (presidencialismo , parlamentarismo, dentre outros) ou com sua forma de governo.
Outra medida de cautela a ser observada ao estudar-se o assunto é ter presente o fato de que é complicado categorizar as formas de governo. Cada sociedade é única em muitos aspectos e funciona segundo estruturas de poder e sociais específicas. Assim, alguns estudiosos afirmam que existem tantas formas de governo quanto há sociedades.

## Regimes políticos antigos
- Absolutismo
- Caciquismo
- Czarismo
- Ditadura

## Regimes políticos contemporâneos
São, em geral, classificados em:[carece de fontes?]

### Democracia
Os regimes políticos democráticos se caracterizam por eleições livres, liberdade de imprensa, respeito aos direitos civis constitucionais, garantias para a oposição e liberdade de organização e expressão do pensamento político.

### Autoritarismo
Os regimes políticos autoritários, como os que existiram na América Latina nos anos 1960/1970, operavam através da suspensão das garantias individuais e das garantias políticas. No regime político autoritário as normas constitucionais são manipuladas ou reeditadas conforme os interesses do grupo ou partido que detêm o poder.

### Totalitarismo
Os regimes políticos totalitaristas diferem fundamentalmente dos dois regimes citados. No totalitarismo, o regime político está concentrado em uma pessoa que representa a figura de um “Führer” (comandante supremo). Nos regimes políticos totalitários não há nenhuma instituição política que possa representar qualquer vestígio de democracia. Tais regimes ocorreram entre os anos 1920/1945 na forma de fascismo na Itália e Espanha, nazismo na Alemanha e estalinismo na União Soviética.